# جون بليون
جون بليون (بالإنجليزية: Jon bellion)‏ أو رسمياً جونثان ديفيد بليون (Jonathan David bellion) هو مغني بوب، ومغني راب، وكاتب أغاني، ومنتج موسيقي، ولد في الولايات المتحدة الأمريكية في 26 من ديسمبر (كانون الأول) 1990 وعاش وتربي في ليك غروف (نيويورك) بلونغ آيلند. أنتج عدة أعمال وألبومات موسيقية أهمها ذو هيومن كوندشن (the human condition) التي أطلقها في العاشر من جوان (يوليو) سنة 2016 وصنف هذا الأخير ضمن المرتبة الخامسة في ترتيب البيلبورد الأمريكي (us billboard) المخصص للألبومات.

## بداياته
نشأ في منزل عائلته في مدينة نيويورك الأمريكية رفقة شقيقته الصغري ومازال إلي اليوم يقيم هناك، تأثر شديد التأثر بالموسيقى ولعبة كرة السلة خلال مرحلة ثانوية ما جعله يعيش صراعا داخليا إنتهي بتغليب الموسيقي وانطلاق مسيرته الموسيقية، بعد انتهاء المرحلة الثانوية دخل جون الجامعة ووقع اختياره علي جامعة ذا اختصاص موسيقي تدعي جامعة ذو فيف تونز (the five towns college) وتخرج منها.

## أهم أعماله
إنطلقت مسيرة «جون بليون» الموسيقية في سنة 2011 وكان وقتها تركيزه منصب حول تأدية الأغاني المعروفة (cover) وتبقي أهم أعماله علي الإطلاق أغنية «منخفض كل الوقت» (بالإنجليزية: all time low) acoustic))‏ التي أطلقها في بداية سنة 2016 وأغنية (all time low the remix) في صيف نفس العام وقد لقيت الأغنيتان نجاحا كبيرا، نجد كذالك أغنية (the beautiful now) رفقة منسق الإسطونات دي جي زيد Dj zedd .كما قام بافتتاح جولة الثنائي «تويني وان بيلوتس» (بالإنجليزية: tweeny one pilot )‏ سنة 2015.

## وصلات خارجية
- جون بليون على موقع ميوزك برينز (الإنجليزية)
- جون بليون على موقع أول ميوزيك (الإنجليزية)
- جون بليون على موقع ديسكوغز (الإنجليزية)

الموقع الرسمي